# Aconias albitarsis
Aconias albitarsis är en stekelart som först beskrevs av Tohru Uchida 1936.  Aconias albitarsis ingår i släktet Aconias och familjen brokparasitsteklar. Inga underarter finns listade i Catalogue of Life.